# Internationales Werner-Seelenbinder-Gedenkturnier
Das Internationale Werner-Seelenbinder-Gedenkturnier war die Internationale Meisterschaft der DDR im Badminton. Während andere, auch osteuropäische Länder ihre offenen Titelkämpfe als „Open“ oder „Internationale Meisterschaften“ deklarierten, ging hier die DDR einen eigenen Weg und veranstaltete ein Turnier der Arbeitersportbünde, was Teilnahmen von Sportlern westlicher Nationen größtenteils ausschloss. Das Turnier fand seit der Saison 1973/1974 statt. Vorläufer des Turniers war das Internationale Federballturnier in Tröbitz, welches von 1960 bis 1967 ausgetragen wurde.

## Austragungsorte
| Saison | Ort             | Datum                  |
| ------ | --------------- | ---------------------- |
| 1973   | Karl-Marx-Stadt | 20.–21. Oktober 1973   |
| 1974   | Magdeburg       | 19.–20. Oktober 1974   |
| 1975   | Karl-Marx-Stadt | 18.–19. Oktober 1975   |
| 1976   | Greifswald      | 25.–26. September 1976 |
| 1977   | Greifswald      | 24.–25. September 1977 |
| 1978   | Gera            | 22.–24. September 1978 |

| Saison | Ort        | Datum                  |
| ------ | ---------- | ---------------------- |
| 1979   | Greifswald | 28.–30. September 1979 |
| 1980   | Greifswald | 26.–28. September 1980 |
| 1981   | Greifswald | 12.–13. September 1981 |
| 1982   | Greifswald | 18.–19. September 1982 |
| 1983   | Greifswald | 16.–18. September 1983 |
| 1984   | Greifswald | 22.–23. September 1984 |

| Saison | Ort        | Datum                  |
| ------ | ---------- | ---------------------- |
| 1985   | Greifswald | 20.–22. September 1985 |
| 1986   | Berlin     | 20.–21. September 1986 |
| 1987   | Greifswald | 18.–20. September 1987 |
| 1988   | Berlin     | 17.–18. September 1988 |
| 1989   | Erfurt     | 23.–24. September 1989 |

## Die Sieger
| Saison | Herreneinzel                             | Dameneinzel                            | Herrendoppel                                                                  | Damendoppel                                                                         | Mixed                                                                                          |
| ------ | ---------------------------------------- | -------------------------------------- | ----------------------------------------------------------------------------- | ----------------------------------------------------------------------------------- | ---------------------------------------------------------------------------------------------- |
| 1973   | Edgar Michalowski (Einheit Greifswald)   | Monika Thiere (Fortschritt Tröbitz)    | Erfried Michalowsky / Edgar Michalowski (Einheit Greifswald)                  | Monika Thiere / Angela Michalowski (Fortschritt Tröbitz / Einheit Greifswald)       | Erfried Michalowsky / Angela Michalowski (Einheit Greifswald)                                  |
| 1974   | Edgar Michalowski (Einheit Greifswald)   | Monika Cassens (SG Gittersee)          | Joachim Schimpke / Wolfgang Böttcher (Fortschritt Tröbitz / HSG DHfK Leipzig) | Monika Cassens / Astrit Schreiber (SG Gittersee / Fortschritt Hohenstein-Ernstthal) | Erfried Michalowsky / Astrit Schreiber (Einheit Greifswald / Fortschritt Hohenstein-Ernstthal) |
| 1975   | Edgar Michalowski (Einheit Greifswald)   | Monika Cassens (SG Gittersee)          | Edgar Michalowski / Roland Riese (Einheit Greifswald / Fortschritt Tröbitz)   | Monika Cassens / Christel Sommer (SG Gittersee / HSG DHfK Leipzig)                  | Edgar Michalowski / Monika Cassens (Einheit Greifswald / SG Gittersee)                         |
| 1976   | Nikolay Peshekhonov (UdSSR)              | Monika Cassens (HSG Lok HfV Dresden)   | Edgar Michalowski / Roland Riese (Einheit Greifswald / Fortschritt Tröbitz)   | Monika Cassens / Angela Michalowski (HSG Lok HfV Dresden / Einheit Greifswald)      | Edgar Michalowski / Monika Cassens (Einheit Greifswald / HSG Lok HfV Dresden)                  |
| 1977   | Wiktor Schwatschko (UdSSR)               | Monika Cassens (HSG Lok HfV Dresden)   | Edgar Michalowski / Erfried Michalowsky (Einheit Greifswald)                  | Monika Cassens / Angela Michalowski (HSG Lok HfV Dresden / Einheit Greifswald)      | Edgar Michalowski / Monika Cassens (Einheit Greifswald / HSG Lok HfV Dresden)                  |
| 1978   | Edgar Michalowski (Einheit Greifswald)   | Monika Cassens (HSG Lok HfV Dresden)   | Michal Malý / Karel Lakomý (ČSSR)                                             | Monika Cassens / Angela Michalowski (HSG Lok HfV Dresden / Einheit Greifswald)      | Erfried Michalowsky / Angela Michalowski (Einheit Greifswald)                                  |
| 1979   | Edgar Michalowski (Einheit Greifswald)   | Natalja Maxakova (UdSSR)               | Leonid Pajkin / Viktor Samarin (UdSSR)                                        | Natalja Maxakova / Viktoria Semenjuta (UdSSR)                                       | Erfried Michalowsky / Angela Michalowski (Einheit Greifswald)                                  |
| 1980   | Michal Malý (ČSSR)                       | Monika Cassens (HSG Lok HfV Dresden)   | Konstantin Wawilow / Nikolay Peshekhonov (UdSSR)                              | Monika Cassens / Ilona Michalowsky (HSG Lok HfV Dresden / Einheit Greifswald)       | Edgar Michalowski / Monika Cassens (Einheit Greifswald / HSG Lok HfV Dresden)                  |
| 1981   | Michal Malý (ČSSR)                       | Monika Cassens (HSG Lok HfV Dresden)   | Leonid Pajkin / Nikolay Peshekhonov (UdSSR)                                   | Monika Cassens / Ilona Michalowsky (HSG Lok HfV Dresden / Einheit Greifswald)       | Edgar Michalowski / Monika Cassens (Einheit Greifswald / HSG Lok HfV Dresden)                  |
| 1982   | Edgar Michalowski (Einheit Greifswald)   | Petra Michalowsky (Einheit Greifswald) | Michal Malý / Karel Lakomý (ČSSR)                                             | Angela Michalowski / Petra Michalowsky (Einheit Greifswald)                         | Edgar Michalowski / Angela Michalowski (Einheit Greifswald)                                    |
| 1983   | Michal Malý (ČSSR)                       | Monika Cassens (HSG Lok HfV Dresden)   | Michal Malý / Miroslav Šrámek (ČSSR)                                          | Monika Cassens / Petra Michalowsky (HSG Lok HfV Dresden / Einheit Greifswald)       | Michal Malý / Zuzana Urbánková (ČSSR)                                                          |
| 1984   | Erfried Michalowsky (Einheit Greifswald) | Petra Michalowsky (Einheit Greifswald) | Erfried Michalowsky / Edgar Michalowski (Einheit Greifswald)                  | Monika Cassens / Petra Michalowsky (HSG Lok HfV Dresden / Einheit Greifswald)       | Erfried Michalowsky / Petra Michalowsky (Einheit Greifswald)                                   |
| 1985   | Thomas Mundt (Einheit Greifswald)        | Swetlana Beljassowa (UdSSR)            | Jerzy Dołhan / Grzegorz Olchowik (Polen)                                      | Monika Cassens / Petra Michalowsky (HSG Lok HfV Dresden / Einheit Greifswald)       | Thomas Mundt / Monika Cassens (Einheit Greifswald / HSG Lok HfV Dresden)                       |
| 1986   | Thomas Mundt (Einheit Greifswald)        | Tatyana Litvinenko (UdSSR)             | Thomas Mundt / Kai Abraham (Einheit Greifswald / EBT Berlin)                  | Tatyana Litvinenko / Wiktorija Pron (UdSSR)                                         | Thomas Mundt / Monika Cassens (Einheit Greifswald / HSG Lok HfV Dresden)                       |
| 1987   | Thomas Mundt (Einheit Greifswald)        | Elena Rybkina (UdSSR)                  | Thomas Mundt / Kai Abraham (Einheit Greifswald / EBT Berlin)                  | Monika Cassens / Petra Michalowsky (HSG Lok HfV Dresden / Einheit Greifswald)       | Thomas Mundt / Monika Cassens (Einheit Greifswald / HSG Lok HfV Dresden)                       |
| 1988   | Vitaliy Shmakov (UdSSR)                  | Vlada Beljutina (UdSSR)                | Vitaliy Shmakov / Anatoli Skripko (UdSSR)                                     | Monika Cassens / Petra Michalowsky (HSG Lok HfV Dresden / Einheit Greifswald)       | Vitaliy Shmakov / Elena Nikitina (UdSSR)                                                       |
| 1989   | Tomasz Mendrek (ČSSR)                    | Petra Michalowsky (Einheit Greifswald) | Thomas Mundt / Kai Abraham (Einheit Greifswald / EBT Berlin)                  | Monika Cassens / Petra Michalowsky (HSG Lok HfV Dresden / Einheit Greifswald)       | Vladimir Nikolenko / Ina Ionnikova (UdSSR)                                                     |